# Алексеевка (Володарский район)
Алексеевка — село в Володарском районе Астраханской области России. Входит в состав Цветновского сельсовета.

## История
В «Списке населенных мест Российской империи» 1859 года Алексеевка упомянута как владельческая деревня Астраханского уезда (2-го стана) на берегу Каспийского моря, расположенная в 106 верстах от губернского города Астрахани. В деревне насчитывалось 9 дворов и проживал 87 человек (47 мужчин и 40 женщин).

## География
Село находится в юго-восточной части Астраханской области, на левом берегу протоки Лягушачья дельты реки Волги, на расстоянии примерно 25 километров (по прямой) к юго-востоку от посёлка Володарский, административного центра района. Абсолютная высота — 25 метров ниже уровня моря.
Климат умеренный, резко континентальный. Характеризуется высокими температурами летом и низкими — зимой, малым количеством осадков, а также большими годовыми и летними суточными амплитудами температуры воздуха.

## Население
| 2002 | 2010 |
| ---- | ---- |
| 296  | ↘233 |

По данным Всероссийской переписи, в 2010 году численность населения села составляла 233 человек (116 мужчин и 117 женщин). Согласно результатам переписи 2002 года, в национальной структуре населения русские составляли 76 %.
| Национальность | Численность (2010) | Процент |
| -------------- | ------------------ | ------- |
| Русские        | 178                | 76,4%   |
| Казахи         | 48                 | 20,6%   |
| Калмыки        | 3                  | 1,3%    |
| Не указана     | 4                  | 1,7%    |
| Всего          | 233                | 100%    |

## Инфраструктура
В селе функционирует фельдшерско-акушерский пункт.

## Улицы
Уличная сеть села состоит из 6 улиц.